# Coloni FC187
La Coloni FC187 è una monoposto di Formula 1, costruita dalla scuderia italiana Coloni per partecipare al campionato mondiale di Formula 1 1987. 

## Progetto
Progettato da Roberto Ori, aveva un telaio monoscocca in fibra di carbonio e kevlar ed era spinta da un motore Ford DFZ V8 con trasmissione della Hewland.

## Carriera Agonistica
La vettura esordì al GP d'Italia portando al debutto assoluto Nicola Larini che però mancò la qualificazione a causa di un problema tecnico. La squadra saltò il gp del Portogallo e si presentò in Spagna, dove riuscì questa volta a qualificarsi salvo poi ritirarsi in gara

## Risultati sportivi
| Anno | Team                          | Motore                   | Gomme | Piloti        |  |  |  |  |  |  |  |  |  |  |    |  |     |  |  |  | Punti | Pos. |
| ---- | ----------------------------- | ------------------------ | ----- | ------------- |  |  |  |  |  |  |  |  |  |  | -- |  | --- |  |  |  | ----- | ---- |
| 1987 | Enzo Coloni Racing Car System | Ford Cosworth DFZ 3.5 V8 | G     | Nicola Larini |  |  |  |  |  |  |  |  |  |  | NQ |  | Rit |  |  |  | 0     | -    |